# 28810 Suchandler
28810 Suchandler è un asteroide della fascia principale. Scoperto nel 2000, presenta un'orbita caratterizzata da un semiasse maggiore pari a 2,7950797 UA e da un'eccentricità di 0,0538770, inclinata di 5,17448° rispetto all'eclittica.